# Dromore (cratera)
A cratera Dromore é uma cratera no quadrângulo de Lunae Palus em Marte, localizada a 20.1 latitude norte e 49.7 longitude oeste.  Seu diâmetro é de 14.8 km e recebeu o nome de uma cidade na Irlanda do Norte.
Dromore é famosa por exibir claras evidências de que fora afetada por inundações de águas que irromperam através dos diques, esculpiram vales profundos, e erodiram ondulações no leito rochoso.